# Mauritius na Letnich Igrzyskach Olimpijskich 2004
Mauritius na Letnich Igrzyskach Olimpijskich 2004 reprezentowało 9 zawodników : 6 mężczyzn i 3 kobiety. Był to 6 start reprezentacji Mauritiusa na letnich igrzyskach olimpijskich.

## Skład kadry

### Boks
Mężczyźni – kategoria lekka
- Michael Medor – 17. miejsce

### Lekkoatletyka
Mężczyźni – bieg na 200 m'
- Stéphan Buckland – 6. miejsce

Mężczyźni – bieg na 400 m
- Éric Milazar – odpadł w eliminacjach

Mężczyźni – skok w dal
- Jonathan Chimier – 10. miejsce

Kobiety – chód na 20 km
- Yolene Raffin – 51. miejsce

### Łucznictwo
Mężczyźni – indywidualnie
- Yehya Bundhun – 63. miejsce

### Pływanie
Kobiety – 50 m stylem dowolnym
- Diane Etiennette – 58. miejsce

Mężczyźni – 50 m stylem dowolnym
- Chris Hackel – 62. miejsce

### Podnoszenie ciężarów
Kobiety – kategoria do 75 kg
- Marie Jesika Dalou – 14. miejsce